# Zadní Zhořec
Zadní Zhořec (deutsch Hinter Zhoretz) ist eine Gemeinde in Tschechien. Sie liegt zehn Kilometer nordwestlich von Velké Meziříčí und gehört zum Okres Žďár nad Sázavou.

## Geographie
Zadní Zhořec befindet sich in den Arnolecké hory in der Böhmisch-Mährischen Höhe. Das Dorf liegt an einer Kuppe linksseitig über dem Tal des Baches Křibský potok. Südöstlich erhebt sich die Hora (549 m), im Süden die Strážnice (608 m), westlich Dědkovská hora (694 m) und Kříb (667 m) sowie im Nordwesten der Kyjov (702 m). Südlich des Ortes wird der Křibský potok in den Teichen Nový rybník, Starý rybník, Horní Běhalův rybník und Dolní Rymešův rybník gestaut.
Nachbarorte sind Zahradiště im Norden, Vrbův Mlýn und Krásněves im Nordosten, Dolní Bory im Osten, Záseka und Dolní Mlýn im Südosten, Horní Mlýn und Netín im Süden, Dědkov im Südwesten, Černá und Milíkov im Westen sowie Kyjov und Pavlov im Nordwesten.

## Geschichte
Der Ort wurde wahrscheinlich zum Ende des 13. Jahrhunderts durch das Kloster Třebíč gegründet und gehörte zu den Gütern der Propstei Měřín. Die erste urkundliche Erwähnung von Zhorec erfolgte im Jahre 1466, als Heinrich Woyk von Wildbach das Dorf erwarb. Danach wurde Zhorec an die Herren von Pavlov verpfändet. 1491 kaufte Wilhelm II. von Pernstein den Ort und schloss ihn an seine Herrschaft Měřín an. Vratislav von Pernstein veräußerte Zhorec 1557 an Jan d. Ä. Stránecký von Stránec, der es seiner Herrschaft Zhoř zuschlug. 1729 wurde Zhoř mit allem Zubehör durch die Herrschaft Velké Meziříčí aufgekauft. Zum Ende des 18. Jahrhunderts wurde dem Ortsnamen das Prädikat Zadní vorangestellt. Bis 1848 blieb Zadní Zhorec zu Velké Meziříčí untertänig.
Nach der Ablösung der Patrimonialherrschaften bildete Zadní Zhorec ab 1850 einen Ortsteil von Netín in der Bezirkshauptmannschaft Velké Meziříčí. 1922 entstand die Gemeinde Zadní Zhořec. Im Jahre 1961 erfolgte die Zuordnung zum Okres Žďár nad Sázavou. 1980 wurde Zadní Zhořec nach Radostín nad Oslavou eingemeindet. Seit 1990 besteht die Gemeinde wieder und seit 2003 führt sie ein Wappen und Banner.

## Gemeindegliederung
Für die Gemeinde Zadní Zhořec sind keine Ortsteile ausgewiesen. Zu Zadní Zhořec gehören die Einschichten Horní Mlýn und Dolní Mlýn.

## Sehenswürdigkeiten
- Kapelle der hl. Dreifaltigkeit mit Glockenturm, am Dorfplatz, erbaut im 19. Jahrhundert
- schwarzes Marmorkreuz, unweit der Kapelle
- Horní mlýn, die Obere oder Rymeš-Mühle ist so alt wie das Dorf. Zur Mühle gehörte auch eine Brettsäge. Nach dem Ersten Weltkrieg wurde der Mühlenbetrieb eingestellt.
- Dolní mlýn, Untere Mühle entstand in der zweiten Hälfte des 19. Jahrhunderts und wurde bis 1954 betrieben. Wie die Obere Mühle dient sie heute als Wohngebäude.